# Heinrich Birk
Heinrich Birk (* 26. Mai 1898 in Wiesbaden; † 8. Mai 1973 in Geisenheim) war ein Rebenzüchter und Experte für Weinbau.

## Leben
Heinrich Birk hatte nach seinem Abitur zunächst 1920–1923 Agrarwissenschaften in Bonn und nach 1924 neben einer Anfangsstellung auf der Domäne Steinberg nahe dem Kloster Eberbach zusätzlich Philosophie in Gießen studiert; er promovierte in diesem Fach 1929. Zu diesem Zeitpunkt war er bereits zwei Jahre als Sachbearbeiter an der Forschungsanstalt Geisenheim am Institut für Rebenveredelung als Assistent von Professor F. Muth tätig. 1939 wurde ihm an diesem Institut die Leitung der kurz nach Adolf Hitlers Machtergreifung gegründeten Reichs-Rebenzuchtstation übertragen. Diese Aufgabe musste er ein Jahr später wegen Einziehung zum Kriegsdienst wieder abbrechen. 1945 kehrte Birk zurück und widmete sich in der Nachkriegszeit dem Wiederaufbau.
Heinrich Birk wurde bekannt durch die Züchtung einiger neuer Traubensorten durch Klonen von Riesling und Kreuzung mit anderen Sorten. Birks Idee war, einen früher reifenden Wein als den traditionellen Riesling zu kreieren. So entstanden unter seiner Regie Versuchsflächen mit  Arnsburger, Breidecker, Ehrenfelser, Hibernal, Osteiner, Reichensteiner, Rotberger, Schönburger und Witberger.
1955 wurde Heinrich Birk zum Honorarprofessor ernannt und Direktor des Instituts. 1964 verabschiedete er sich in den Ruhestand und übertrug er die Verantwortung an seinen bekannteren Nachfolger Helmut Becker, der internationales Renommee als Rebenzüchter erlangte. Einige der von Heinrich Birk entwickelten Neuzüchtungen dienten Becker als Grundlage für seine weiterführenden Kreuzungs-Experimente.